# Короткий XX век
Короткий XX век — исторический период, длившийся, по мнению популяризатора этого термина (впервые предложенного венгерским учёным Иваном Тибором Берендом), британского историка-марксиста Эрика Хобсбаума, — с 1914 по 1991 год. Началом этого периода является Первая мировая война, в результате которой были ликвидированы Германская, Российская, Австро-Венгерская и Османская империи, а концом — распад СССР и восточного блока.
Это было время наступления тотальной войны, революции в России, Великой депрессии, упадка либерализма и прихода диктатур, объединения антифашистских сил во Второй мировой войне, деколонизации и конца империй, «золотой эпохи» послевоенного подъёма и период последующих экономических кризисов, развитие стран третьего мира, возникновение и распад социалистической системы.
Йоран Терборн называет XX век «в значительном смысле веком марксизма», а «начало» XXI столетия относит к промежутку между 1978 и 1991 годами, «когда Китай развернулся к рынку, а советская система рухнула и в Восточной Европе, и в самом СССР».
Также Хобсбаум создал понятие «Долгого XIX века» (1789—1914). Однако Джованни Арриги написал книгу The Long 20th Century (1994), начало которого отсчитывает от Великой депрессии 1870-х годов (Долгая депрессия).